# Preserje (gmina Nova Gorica)
Preserje – wieś w Słowenii, w gminie miejskiej Nova Gorica. W 2018 roku liczyła 458 mieszkańców. 